# No Sudden Move
No Sudden Move ist ein Thriller von Steven Soderbergh, der im Juni 2021 beim Tribeca Film Festival seine Premiere feierte und am 24. Juni 2021 in die deutschen Kinos kam.

## Handlung
Detroit, 1954: Der Handlanger eines örtlichen Syndikats verspricht den hartgesottenen Kriminellen Curt Goynes und Ronald Russo ein hohes Honorar für die Mitarbeit an einem angeblich einfachen Auftrag. Unter dem Kommando eines gewissen Charley soll ein Buchhalter zur Entnahme eines wertvollen Dokuments aus dem Firmentresor gezwungen werden, indem seine Frau und Kinder kurzzeitig als Geiseln festgehalten werden.
Als die Aktion erfolglos verläuft und Charley anscheinend Anstalten macht, alle Familienmitglieder sowie womöglich auch Goynes und Russo zum Schweigen zu bringen, kommt Goynes ihm zuvor und erschießt ihn kurzerhand.
Da die einander unsympathischen Goynes und Russo beide in Geldnöten sind, beschaffen sie sich auf anderem Wege das offensichtlich wertvolle Dokument, eine für sie unverständliche Spezifikation eines Auspuffsystems.
Schon bald werden aber in der Unterwelt Kopfgelder auf sie ausgesetzt, und die Abteilung Organisierte Kriminalität der Polizei ermittelt ebenfalls mit Hochdruck. Niemand kann niemandem trauen, und es entwickelt sich ein mörderisches Katz-und-Maus-Spiel mit immer wieder neuen Wendungen und Enthüllungen bis hinauf in die Chefetagen der Autostadt Detroit.

## Produktion

### Regie und Drehbuch
Regie führte Steven Soderbergh, der auch als Peter Andrews als Kameramann fungierte und als Mary Ann Bernard den Filmschnitt verantwortete. Das Drehbuch schrieb Ed Solomon, der die Geschichte beginnend vom schiefgelaufenen Diebstahl in mehrere Richtungen ausbreitet. Dies kommt Soderberghs Vorliebe für Filme mit komplizierten Plots entgegen.

### Besetzung und Synchronisation
Benicio del Toro spielt Ronald Russo, Don Cheadle spielt Curt Goynes und Kieran Culkin deren hitzigen Komplizen Charley. Ray Liotta ist in der Rolle des Gangsters Frank Capelli zu sehen, der sie anheuert, in das Haus von Matt Wertz einzubrechen, der von David Harbour verkörpert wird. Amy Seimetz spielt dessen Ehefrau Mary. Ihre Kinder werden von Noah Jupe und Lucy Holt gespielt. Frankie Shaw ist in der Rolle von Matt Wertz’ Sekretärin zu sehen, mit der er eine Affäre hat. Julia Fox spielt Frank Capellis Ehefrau Vanessa. Jon Hamm spielt Detective Joe Finney von der Task Force für organisierte Kriminalität.
Die deutsche Synchronisation entstand nach der Dialogregie von Christoph Cierpka im Auftrag der RC Production Kunze & Wunder GmbH & Co. KG in Berlin.
| Darsteller       | Synchronsprecher  | Rolle         |
| ---------------- | ----------------- | ------------- |
| Don Cheadle      | Dietmar Wunder    | Curt Goynes   |
| Brendan Fraser   | Torsten Münchow   | Doug Jones    |
| Ray Liotta       | Udo Schenk        | Frank Capelli |
| Jon Hamm         | Sascha Rotermund  | Joe Finney    |
| Javon Anderson   | Milton Welsh      | Lonnie        |
| David Harbour    | Peter Flechtner   | Matt Wertz    |
| Byron Bowers     | Kaze Uzumaki      | Maurice       |
| Matt Damon       | Simon Jäger       | Mike Lowen    |
| Benicio Del Toro | Torsten Michaelis | Ronald Russo  |

### Filmmusik und Veröffentlichung
Die Filmmusik komponierte David Holmes.
Die Premiere erfolgte am 18. Juni 2021 beim Tribeca Film Festival, wo der Film als Centerpiece gezeigt wurde. Am 24. Juni 2021 kam der Film in die deutschen Kinos.

### Kamera
Der Film wurde mit einer RED-Monstro-Kamera und einer nicht für die volle Breite des Bildsensors geeigneten anamorphen Linse aufgenommen; ursprünglich war beabsichtigt, für die Vorführfassung den Bildausschnitt auf den inneren Teil zu beschränken und rechts und links vom Bild einen Teil abzutrennen. Nach einer ersten Sichtung des aufgenommenen Materials gefiel Soderbergh der Effekt, der an den seitlichen Rändern das Bild stark vertikal (tonnenförmig) verzerrt, und behielt ihn bei.

## Rezeption

### Altersfreigabe
In den USA erhielt der Film von der MPAA ein R-Rating, was einer Freigabe ab 17 Jahren entspricht. In Deutschland wurde der Film von der FSK ab 12 Jahren freigegeben. In der Freigabebegründung heißt es, der Film zeige auch einige Erschießungen im Gangstermilieu, wobei solche Szenen jedoch nicht reißerisch ausgespielt würden. Auch setze der positive Protagonist stets auf Vermeidung von Gewalt, und zudem löse schwarzer Humor die Anspannung auf.

### Kritiken
Bei den auf Rotten Tomatoes aufgeführten Kritiken sind 92 Prozent positiv bei einer durchschnittlichen Bewertung mit 7,7 von 10 möglichen Punkten, womit er aus den 22. Annual Golden Tomato Awards als Viertplatzierter in der Kategorie Thriller Movies der Filme des Jahres 2021 hervorging. Auf Metacritic erhielt der Film einen Metascore von 77 von 100 möglichen Punkten.
Owen Gleiberman von Variety schreibt, mit den Autos mit ihren runden Kurven und der eleganten Backsteinarchitektur schwelge Steven Soderbergh in den Insignien dieser Zeit und habe mit No Sudden Move einen ambitionierten, leichtfüßigen High-Twist Modernist Noir in der Tradition von Devil in a Blue Dress und Soderberghs eigenem Out of Sight geschaffen. Gleiberman würdigt sein Händchen für dieses Drama der Amoralität und hebt die abgedrehten Kameraeinstellungen, die gemeine Stimmung hartgesottener Menschenfeindlichkeit und die Freude der großartigen Schauspieler in ihren Rollen hervor.
David Rooney von The Hollywood Reporter erinnert No Sudden Move auch an Soderberghs Ocean’s-Eleven-Filme, an The Limey und an Logan Lucky. Solomons Drehbuch sei ziemlich geschickt darin, nach und nach eine weitreichende Verschwörung aufzudecken. David Holmes’ Filmmusik, eine Mischung aus Jazz und perkussiven Elementen, steigere die Intensität des Films.
Michael Ranze vom Filmdienst schreibt, Soderbergh verleihe hier auch wieder seiner Vorliebe für schillernde Schauspielensembles Ausdruck: „Egal ob Don Cheadle oder Brendan Fraser, ob Ray Liotta oder Amy Seimetz, Benicio Del Toro oder Jon Hamm – sie alle fügen sich mit ihren Eigenheiten und Eigenschaften, die der Drehbuchautor Ed Solomon für die Figuren erdacht hat, perfekt in das erzählerische Puzzle aus Charakterbeschreibungen, kurzen Hintergrundgeschichten und Motivationen ein.“ Das Detroit der Nachkriegszeit fange Soderbergh sonnendurchflutet und detailfreudig ein, und kurvenreiche, farbenprächtige Limousinen, holzgetäfelte Konferenzräume und ein mondänes Hotel namens Gotham zeugten von der Akribie des Set-Designs. Mit zunehmender Dauer werde No Sudden Move allerdings immer komplexer, weshalb man ein wenig den Überblick verliere, und was als vielschichtige Geschichte um entfremdete Familien und kleine Gangster beginnt, ende mit großer metaphorischer Geste über die Machenschaften mächtiger Autokonzerne, mit möglichem Brückenschlag also ins Heute, und mit einer Schrifttafel im Abspann, die nicht nötig gewesen wäre.
Daniel Kothenschulte schreibt in der Frankfurter Rundschau, so wie seinerzeit Alfred Hitchcock in Psycho mit dem Mord an Janet Leighs Filmfigur einen tragenden Handlungsfaden ausradierte, habe Soderbergh in No Sudden Move ein ganzes Labyrinth erzählerischer Sackgassen errichtet, Dingen, die zu nichts führen, wo sich stattdessen aber umso überraschendere Wendungen auftun. Und wenn am Ende ein Filmstar auftritt, der ein paar der verhedderten Erzählstränge zu etwas Neuem  verbindet, blicke man auf den Film wie auf einen wirren Scherbenhaufen, ein zerbrochenes Spiegelkabinett von einem Gangsterfilm, und bemerke die Schönheit im Chaos.

### Auszeichnungen
Environmental Media Award 2021
- Auszeichnung in der Kategorie Spielfilm[16]